# Pimelodella linami
Pimelodella linami és una espècie de peix de la família dels heptaptèrids i de l'ordre dels siluriformes.

## Morfologia
Els mascles poden assolir els 7,5 cm de llargària total.

## Distribució geogràfica
Es troba a Amèrica: conca del riu Orinoco a Veneçuela.